# Oecobius nadiae
Oecobius nadiae är en spindelart som först beskrevs av Sergei Aleksandrovich Spassky 1936.  Oecobius nadiae ingår i släktet Oecobius och familjen Oecobiidae. Inga underarter finns listade i Catalogue of Life.